# BATE Borísov
El BATE Borísov (en bielorruso: ФК БАТЭ Барысаў; en ruso: ФК БАТЭ Борисов) es un club de fútbol de la ciudad de Borísov, en Bielorrusia. El club fue fundado en 1973. Los colores tradicionales del club son el azul y el amarillo y juegan como local en el Borisov Arena. Actualmente milita en la Liga Premier de Bielorrusia, la máxima categoría de la liga bielorrusa. 
El nombre del club procede de su principal patrocinador, BATE, fabricante de equipo eléctrico para automóviles con sede en Borisov. El equipo conquistó su primera liga bielorrusa en 1999 y desde entonces se ha convertido en uno de los clubes más fuertes del fútbol bielorruso con quince campeonatos de liga, cinco copas y ocho supercopas. Además, el único club bielorruso que ha logrado clasificarse para la fase de grupos de la Liga de Campeones de la UEFA.
De sus quince títulos ligueros, trece fueron ganados de forma consecutiva (2006-2018). Solamente el Skonto Riga letón y el Lincoln Red Imps gibraltareño con catorce, les superan en este aspecto dentro del fútbol europeo.

## Historia

### Orígenes y primera etapa (1973–1984)
El club fue fundado en 1973 como Berezina Borisov. BATE es un acrónimo de la Planta Eléctrica de Automóvil y Tractores de Borisov (en ruso: Borisovskiĭ zavod Avtotraktornogo Elektrooborudovaniya). En sus primeros años disputó el campeonato de la Bielorrusia soviética, integrado en las categorías regionales de la liga de la URSS, siendo campeón en 1974, 1976 y 1979. En 1984, el equipo se disolvió.

### Refundación y dominio en Bielorrusia (1996–presente)
En 1996, tras una iniciativa de Anatoliy Kapskiy, director general de la planta BATE, se decidió refundar el club. El propio Kapskiy fue elegido presidente del FC BATE Borisov y Yuri Puntus se convirtió en el primer entrenador del equipo.

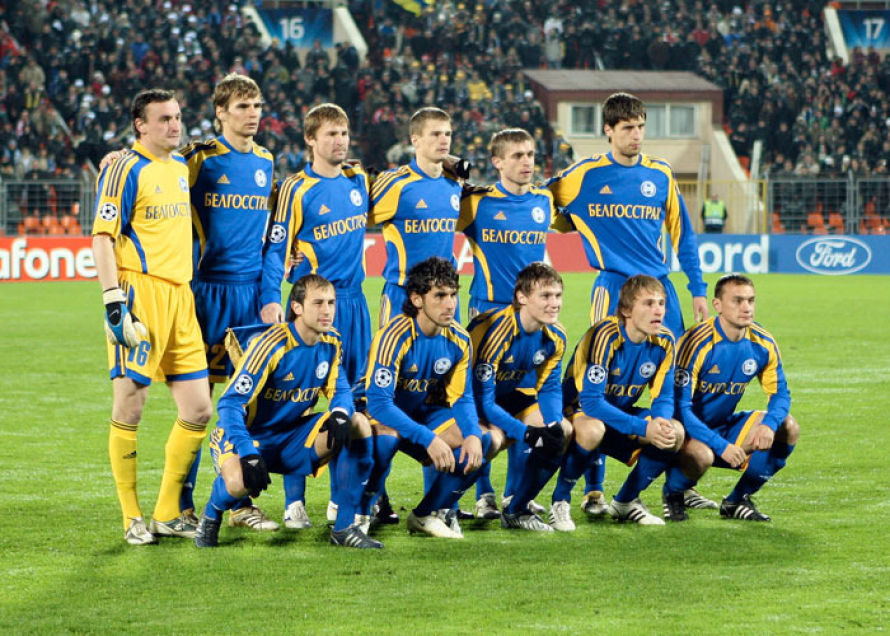
Equipo del BATE antes de un partido de Liga de Campeones ante el Zenit en 2008.

Tras dos ascensos consecutivos, en 1998 debutó en la Liga Premier de Bielorrusia, alcanzando el subcampeonato ese primer año. En 1999 ganó su primera liga, título que repitió en 2002, seguido de ocho títulos consecutivos entre 2006 y 2014.
El 27 de agosto de 2008 se clasificó por primera vez a la fase de grupos de la Liga de Campeones de la UEFA, empatando como local contra el Levski Sofía búlgaro por 1–1 en la tercera ronda clasificatoria, pero la victoria de visitante por 1–0 en el partido de ida le dio el pase al máxima competición europea. No obstante, el BATE Borisov venció sorprendentemente en la segunda ronda de clasificación al histórico Anderlecht belga por 4–3 en el marcador global, 2–1 en el partido de ida como visitante y 2–2 como local en el juego de vuelta. Anteriormente venció al Valur islandés por marcador global de 3–0. Se midió en la Liga de Campeones 2008-09 a Real Madrid, Juventus y Zenit San Petersburgo por una plaza en octavos de final, resultando eliminado.
El BATE logró clasificarse por tercera vez para la fase de grupos de la Liga de Campeones en la edición 2012-13 y quedó encuadrado en el grupo F con Bayern Múnich, Valencia y Lille. El equipo bielorruso tuvo un arranque prometedor al vencer a domicilio al Lille 1–3 el 19 de septiembre de 2012. Su siguiente encuentro fue el 2 de octubre y el BATE ganó por primera vez en la historia al Bayern Múnich, con resultado de 3–1. Finalmente no pudieron clasificarse para octavos de final, pero acabaron en tercera posición y se clasificaron para la ronda de dieciseisavos de final de la Europa League.

## Uniforme
- Uniforme titular: Camiseta amarilla, pantalón azul y medias amarillas.
- Uniforme alternativo: Camiseta, pantalón y medias azules.

## Estadio
En mayo de 2014 se inauguró su nuevo estadio, el Borisov Arena, con capacidad para 12.900 personas sentadas y con los requerimientos y exigencias necesarias para recibir partidos de la fase de grupos de la UEFA Champions League. La autoría del proyecto pertenece a la campaña eslovena "Ofis arhitekti" y el costo estimado es de 20 millones de euros.
Hasta 2013, el club disputó sus partidos como local en el Estadio Haradski, construido en 1963. El estadio cuenta con dos únicas tribunas de gradas con una capacidad total de 5500 plazas. En 2008, se cubrió la tribuna este para protegerla de la lluvia, se instaló la iluminación artificial y un marcador. Actualmente, el estadio cuenta con aprobación para competiciones internacionales de la UEFA. Sin embargo, el club disputaba sus partidos de competición europea en el Estadio Dinamo de Minsk, que cuenta con mayor capacidad y comodidades.

## Estadísticas en competiciones UEFA
- Mayor goleada:
  - 28/07/2005, BATE  5-0  Torpedo Kutaisi,  Borisov
- Mayor derrota:
  - 21/10/2014, BATE  0-7  Shakhtar Donetsk,  Borisov
- Disputados en UEFA Champions League:  10
- Disputados en UEFA Europa League:  9
- Disputados en Copa Intertoto UEFA:  1
- Más partidos disputados: 81
  -  Dmitri Likhtarovich
- Maximo goleador: 19
  -  Vitali Rodionov

## Jugadores

### Jugadores destacados
| - Maksim Bardachov - Gennadi Bliznyuk - Renan Bressan - Vital Bulyga - Egor Filipenko - Aliaksandr Hleb - Artem Kontsevoy - Sergey Krivets - Vitali Kutuzov - Yawhen Lashankow - Dzmitry Likhtarovich - Dmitry Molosh - Dzmitry Mazalewski - Pavel Nyakhaychyk - Dzyanis Palyakow - Alyaksandr Pawlaw - Artsyom Radzkow - Vitali Rodionov - Filip Rudzik | - Mikalay Ryndzyuk - Igor Shitov - Mikhail Sivakov - Vadim Skripchenko - Ihar Stasevich - Oleg Strakhanovich - Valery Strypeykis - Alyaksandr Valadzko - Raman Vasilyuk - Syarhey Vyeramko - Alyaksandr Yurevich - Maksim Zhavnerchik - Yuri Zhevnov - Zaven Badoyan - Hovhannes Goharyan - Mateja Kežman - Marko Simić |

## Palmarés

### Torneos nacionales (31)
- Liga Premier de Bielorrusia (15): 1999, 2002, 2006, 2007, 2008, 2009, 2010, 2011, 2012, 2013, 2014, 2015, 2016, 2017, 2018
- Copa de Bielorrusia (5): 2006, 2010, 2015, 2020, 2021
- Supercopa de Bielorrusia (8): 2010, 2011, 2013, 2014, 2015, 2016, 2017, 2022
- Liga de la RSS de Bielorrusia (3): 1974, 1976, 1979

## Participación en competiciones de la UEFA
| Temporada | Torneo                   | Ronda            | Rival                     | Ida     | Vuelta         |
| --------- | ------------------------ | ---------------- | ------------------------- | ------- | -------------- |
| 1999–2000 | Copa de la UEFA          | Clasificatoria   | Lokomotiv Moscú           | 1–7 (L) | 0–5 (V)        |
| 2000–01   | Liga de Campeones        | Clasificatoria 1 | Shirak                    | 1–1 (V) | 2–1 (L)        |
| 2000–01   | Liga de Campeones        | Clasificatoria 2 | Helsingborg               | 0–0 (V) | 0–3 (L)        |
| 2001–02   | Copa de la UEFA          | Clasificatoria   | Dinamo Tbilisi            | 1–2 (V) | 4–0 (L)        |
| 2001–02   | Copa de la UEFA          | 1                | Milan                     | 0–2 (L) | 0–4 (V)        |
| 2002      | Copa Intertoto           | 1                | Akademisk Boldklub        | 1–0 (L) | 2–0 (V)        |
| 2002      | Copa Intertoto           | 2                | 1860 Múnich               | 1–0 (V) | 4–0 (L)        |
| 2002      | Copa Intertoto           | 3                | Bologna                   | 0–2 (V) | 0–0 (L)        |
| 2003–04   | Liga de Campeones        | Clasificatoria 1 | Bohemians                 | 1–0 (L) | 0–3 (V)        |
| 2004–05   | Copa de la UEFA          | Clasificatoria 1 | Dinamo Tbilisi            | 2–3 (L) | 0–1 (V)        |
| 2005–06   | Copa de la UEFA          | Clasificatoria 1 | Torpedo Kutaisi           | 1–0 (V) | 5–0 (L)        |
| 2005–06   | Copa de la UEFA          | Clasificatoria 2 | Krylia Sovetov Samara     | 0–2 (V) | 0–2 (L)        |
| 2006–07   | Copa de la UEFA          | Clasificatoria 1 | Nistru Otaci              | 2–0 (L) | 1–0 (V)        |
| 2006–07   | Copa de la UEFA          | Clasificatoria 2 | Rubin Kazán               | 0–3 (V) | 0–2 (L)        |
| 2007–08   | Liga de Campeones        | Clasificatoria 1 | APOEL Nicosia             | 0–2 (V) | 3–0 (t.e.) (L) |
| 2007–08   | Liga de Campeones        | Clasificatoria 2 | FH                        | 3–1 (V) | 1–1 (L)        |
| 2007–08   | Liga de Campeones        | Clasificatoria 3 | Steaua Bucarest           | 2–2 (L) | 0–2 (V)        |
| 2007–08   | Copa de la UEFA          | 1                | Villarreal                | 1–4 (V) | 2–0 (L)        |
| 2008–09   | Liga de Campeones        | Clasificatoria 1 | Valur                     | 2–0 (L) | 1–0 (V)        |
| 2008–09   | Liga de Campeones        | Clasificatoria 2 | Anderlecht                | 2–1 (V) | 2–2 (L)        |
| 2008–09   | Liga de Campeones        | Clasificatoria 3 | Levski Sofia              | 1–0 (V) | 1–1 (L)        |
| 2008–09   | Liga de Campeones        | Grupo H          | Real Madrid               | 0–2 (V) | 0–1 (L)        |
| 2008–09   | Liga de Campeones        | Grupo H          | Juventus                  | 2–2 (L) | 0–0 (V)        |
| 2008–09   | Liga de Campeones        | Grupo H          | Zenit San Petersburgo     | 1–1 (V) | 0–2 (L)        |
| 2009–10   | Liga de Campeones        | Clasificatoria 2 | Makedonija Gjorče Petrov  | 2–0 (V) | 2–0 (L)        |
| 2009–10   | Liga de Campeones        | Clasificatoria 3 | Ventspils                 | 0–1 (V) | 2–1 (L)        |
| 2009–10   | Copa de la UEFA          | Play-off         | Litex Lovech              | 0–1 (L) | 4–0 (t.e.) (V) |
| 2009–10   | Copa de la UEFA          | Grupo I          | Benfica                   | 0–2 (V) | 1–2 (L)        |
| 2009–10   | Copa de la UEFA          | Grupo I          | Everton                   | 1–2 (L) | 1–0 (V)        |
| 2009–10   | Copa de la UEFA          | Grupo I          | AEK                       | 2–1 (L) | 2–2 (V)        |
| 2010–11   | Liga de Campeones        | Clasificatoria 2 | FH                        | 5–1 (L) | 1–0 (V)        |
| 2010–11   | Liga de Campeones        | Clasificatoria 3 | Copenhague                | 0–0 (L) | 2–3 (V)        |
| 2010–11   | Copa de la UEFA          | Play-off         | Marítimo                  | 3–0 (L) | 2–1 (V)        |
| 2010–11   | Copa de la UEFA          | Grupo E          | Dynamo Kiev               | 2–2 (V) | 1–4 (L)        |
| 2010–11   | Copa de la UEFA          | Grupo E          | AZ Alkmaar                | 4–1 (L) | 0–3 (V)        |
| 2010–11   | Copa de la UEFA          | Grupo E          | Sheriff Tiraspol          | 1–0 (V) | 3–1 (L)        |
| 2010–11   | Copa de la UEFA          | 1/16             | París Saint-Germain       | 2–2 (L) | 0–0 (V) (v.)   |
| 2011–12   | Liga de Campeones        | Clasificatoria 2 | Linfield                  | 1–1 (V) | 2–0 (L)        |
| 2011–12   | Liga de Campeones        | Clasificatoria 3 | Ekranas                   | 0–0 (V) | 3–1 (L)        |
| 2011–12   | Liga de Campeones        | Play-off         | Sturm Graz                | 1–1 (L) | 2–0 (V)        |
| 2011–12   | Liga de Campeones        | Grupo H          | Viktoria Plzeň            | 1–1 (V) | 0–1 (L)        |
| 2011–12   | Liga de Campeones        | Grupo H          | Barcelona                 | 0–5 (L) | 0–4 (V)        |
| 2011–12   | Liga de Campeones        | Grupo H          | Milan                     | 0–2 (V) | 1–1 (L)        |
| 2012–13   | Liga de Campeones        | Clasificatoria 2 | Vardar                    | 3–2 (L) | 0–0 (V)        |
| 2012–13   | Liga de Campeones        | Clasificatoria 3 | Debreceni                 | 1–1 (L) | 2–0 (V)        |
| 2012–13   | Liga de Campeones        | Play-off         | Ironi Kiryat Shmona       | 2–0 (L) | 1–1 (V)        |
| 2012–13   | Liga de Campeones        | Grupo F          | Lille                     | 3–1 (V) | 0–2 (L)        |
| 2012–13   | Liga de Campeones        | Grupo F          | Bayern Múnich             | 3–1 (L) | 1–4 (V)        |
| 2012–13   | Liga de Campeones        | Grupo F          | Valencia                  | 0–3 (L) | 2–4 (V)        |
| 2012–13   | Copa de la UEFA          | 1/16             | Fenerbahçe                | 0–0 (L) | 0–1 (V)        |
| 2013–14   | Liga de Campeones        | Clasificatoria 2 | Shakhter Karagandy        | 0–1 (L) | 0–1 (V)        |
| 2014-15   | Liga de Campeones        | Clasificatoria 2 | Skënderbeu Korçë          | 0-0 (L) | 1-1 (V) (v.)   |
| 2014-15   | Liga de Campeones        | Clasificatoria 3 | Debreceni                 | 1-0 (L) | 3-1 (V)        |
| 2014-15   | Liga de Campeones        | Play-Off         | Slovan Bratislava         | 1-1 (L) | 3-0 (V)        |
| 2014-15   | Liga de Campeones        | Grupo H          | Porto                     | 0-6 (V) | 0-3 (L)        |
| 2014-15   | Liga de Campeones        | Grupo H          | Athletic Bilbao           | 2-1 (L) | 0-2 (V)        |
| 2014-15   | Liga de Campeones        | Grupo H          | Shakhtar Donetsk          | 0-7 (L) | 0-5 (V)        |
| 2015-16   | Liga de Campeones        | Clasificatoria 2 | Dundalk                   | 2-1 (L) | 0-0 (V)        |
| 2015-16   | Liga de Campeones        | Clasificatoria 3 | Videoton                  | 1-1 (V) | 1-0 (L)        |
| 2015-16   | Liga de Campeones        | Play-Off         | Partizan                  | 1-0 (L) | 1-2 (V) (a)    |
| 2015-16   | Liga de Campeones        | Grupo E          | Bayer Leverkusen          | 0-4 (V) | 1-1 (L)        |
| 2015-16   | Liga de Campeones        | Grupo E          | Roma                      | 3-2 (L) | 0-0 (V)        |
| 2015-16   | Liga de Campeones        | Grupo E          | Barcelona                 | 0-2 (L) | 0-3 (V)        |
| 2016-17   | Liga de Campeones        | Clasificatoria 2 | SJK                       | 2–0 (L) | 2–2 (V)        |
| 2016-17   | Liga de Campeones        | Clasificatoria 3 | Dundalk                   | 1–0 (L) | 0-3 (V)        |
| 2016-17   | UEFA Europa League       | Playoff          | Astana                    | 2-2 (L) | 0–2 (V)        |
| 2017–18   | Liga de Campeones        | Clasificatoria 2 | Alashkert                 | 1-1 (L) | 3-1 (V)        |
| 2017–18   | Liga de Campeones        | Clasificatoria 3 | Slavia Praha              | 0-1 (V) | 2-1 (L)        |
| 2017–18   | UEFA Europa League       | Play-Off         | Oleksandria               | 1-1 (L) | 2-1 (V)        |
| 2017–18   | UEFA Europa League       | Grupo H          | Estrella Roja de Belgrado | 1-1 (V) | 0-0 (L)        |
| 2017–18   | UEFA Europa League       | Grupo H          | Arsenal                   | 2-4 (L) | 0-6 (V)        |
| 2017–18   | UEFA Europa League       | Grupo H          | FC Colonia                | 1-0 (L) | 2-5 (V)        |
| 2018–19   | Liga de Campeones        | Clasificatoria 2 | HJK                       | 0-0 (L) | 2–1 (V)        |
| 2018–19   | Liga de Campeones        | Clasificatoria 3 | Qarabağ                   | 1–0 (V) | 1–1 (L)        |
| 2018–19   | Liga de Campeones        | Play-off         | Países Bajos              | 2–3 (L) | 0–3 (V)        |
| 2018–19   | UEFA Europa League       | Grupo L          | Videoton                  | 2–0 (V) | 2–0 (L)        |
| 2018–19   | UEFA Europa League       | Grupo L          | PAOK                      | 1–4 (L) | 3–1 (V)        |
| 2018–19   | UEFA Europa League       | Grupo L          | Inglaterra                | 1–3 (V) | 0–1 (L)        |
| 2018–19   | UEFA Europa League       | 1/16             | Inglaterra                | 1–0 (L) | 0–3 (V)        |
| 2019–20   | Liga de Campeones        | Clasificatoria 1 | Piast Gliwice             | 1–1 (L) | 2–1 (V)        |
| 2019–20   | Liga de Campeones        | Clasificatoria 2 | Noruega                   | 2–1 (L) | 0–2 (V)        |
| 2019–20   | UEFA Europa League       | Clasificatoria 3 | Bosnia y Herzegovina      | 2–1 (V) | 0–0 (L)        |
| 2019–20   | UEFA Europa League       | Play-Off         | Kazajistán                | 0-3 (V) | 2–0 (L)        |
| 2020–21   | UEFA Europa League       | Clasificatoria 2 | CSKA Sofía                | 0–2 (V) | 0–2 (V)        |
| 2021–22   | Europa Conference League | Clasificatoria 2 | Dinamo Batumi             | 1–0 (V) | 1–4 (L)        |
| 2022–23   | Europa Conference League | Clasificatoria 2 | Konyaspor                 | 0-3 (L) | 0–2 (V)        |
| 2023–24   | Liga de Campeones        | Clasificatoria 1 | Partizani                 | 1–1 (V) | 2−0 (L)        |
| 2023–24   | Liga de Campeones        | Clasificatoria 2 | Aris Limassol             | 2–6 (V) | 3−5 (L)        |
| 2023–24   | UEFA Europa League       | Clasificatoria 3 | Sheriff Tiraspol          | 1–5 (V) | 2−2 (L)        |
| 2023–24   | Europa Conference League | Play-off         | Ballkani                  | 1–4 (V) | 1−0 (L)        |

Claves:
- L= Local
- V= Visitante

## Entrenadores
- Lev Mazurkevich (1973–1981)
- Yuri Puntus (1996–2004)
- Igor Kriushenko (2005–2007)
- Viktor Goncharenko (2007–2013)
- Alyaksandr Yermakovich (2013–2018)
- Oleg Dulub (2018)
- Alyaksey Baha (2018–2019)
- Kirill Alshevsky (2020)
- Aleiksandr Lisouski (2020)
- Vitaly Zhukovsky (2021)
- Aleksandr Mikhailov (2022)
- Sergey Zenevich (2022)
- Kirill Alshevsky (2022–)